# 第六感生死緣
《情約今生》（英語：Meet Joe Black）是一部1998年上映的美國愛情奇幻電影，由馬丁·布瑞斯特執導，編劇由博·高曼、凱文·韋德、凱文·韋德、羅恩·奧斯本（Ron Osborn）及傑夫·里諾（Jeff Reno）擔任，他們根據1934年的舞台劇電影《死神度假》大致上改編而成。電影由布萊德·彼特、安東尼·霍普金斯、克萊兒·馥蘭妮主演，這是霍普金斯與彼特繼1994年電影《燃情歲月》後第二度合作。
此電影的全球票房收入為1.43億美元，其獲得影評人褒貶不一的評論。

## 劇情
媒體大亨比尔·帕里什寧靜的生活，因乔·布莱克的出現而改變。乔愛上了帕里什的小女兒蘇珊，發展出令人訝異、震撼的戀情，因為乔是死神的化身......

## 角色
- 布萊德彼特 飾 乔·布莱克（Joe Black），死神
- 安東尼·霍普金斯 飾 比爾·帕里什（Bill Parrish），億萬富翁媒體大亨
- 克萊兒·馥蘭妮 飾 蘇珊·帕里什（Susan Parrish），比爾·帕里什的幼女
- 瑪西蓋哈登 飾 艾莉森·帕里什（Allison Parrish），比爾的長女
- 傑弗里·塔伯 飾 昆頓（Quince Parrish），艾莉森的丈夫
- 傑克·韋伯（英语：Jake Weber） 飾 德魯（Drew）
- 戴維·霍華德（David S. Howard）飾 艾迪·斯隆（Eddie Sloane）
- 洛伊絲·凱利·米勒（英语：Lois Kelly-Mille） 飾 牙買加老婦
- Jahnni St. John 飾 牙買加老婦的女兒
- 理查德·克拉克（Richard Clarke）飾 管家
- 瑪麗路薏斯·伯克（英语：Marylouise Burke） 飾 莉蓮（Lillian），大宅工人
- 朱恩·斯奎布 飾 海倫（Helen）

## 製作
主體拍攝於1997年6月11日開始，拍攝地包含纽约和羅德島。

## 票房及影評
《第六感生死緣》一片在海外票房為98,321,000美元，但是北美地區卻只有44,619,100美元，大不符合之前的期望，全球票房142,940,100美元。
本片的反應很好，較大的批評是對於片長達3個小時而不滿，認為影片速度太慢，並且花太多時間表達個人的情感。另一方面，本片的評價就可從獎項看來。本片獲得美國科幻奇幻恐怖電影學會土星獎三獎項提名－最佳男主角、最佳女配角、最佳音效。不過本片也有入圍金酸莓獎最差重拍／續集獎。知名影評家希絲可與艾伯特，皆給予「兩個大拇指」以及「在小說是個很賺人熱淚的題材，但是也有提及人生的目的」的評價。
本片由於過於冗長的時間長度，曾經做了兩個小時的版本，分別在電視以及航空班機播放。內容大多減去了霍普金斯的戲份，導演布瑞斯特則與縮減版撇清關係，因此縮減版的導演名單換成亞倫·史密斯。

## 外部連結
- （英文） 互联网电影数据库（IMDb）上《Meet Joe Black》的资料（英文）
- （英文） 爛番茄上《Meet Joe Black》的資料（英文）
- （英文） 官方網站 （页面存档备份，存于）
- Box Office Mojo上《第六感生死緣》的資料（英文）
- 開眼電影網上《第六感生死緣》的資料（繁體中文）